# Мень, Михаил Александрович
Михаи́л Алекса́ндрович Мень (род. 12 ноября 1960, Семхоз, Московская область) — российский государственный и общественный деятель, композитор, музыкант, продюсер, предприниматель. В 1995—1999 годах — депутат Государственной думы РФ II созыва, заместитель председателя комитета по культуре; вице-губернатор Московской области, заместитель мэра города Москвы (2000—2005). Губернатор Ивановской области (2005—2013), Министр строительства и жилищно-коммунального хозяйства Российской Федерации (2013—2018), Аудитор Счётной палаты Российской Федерации (2018—2021). Действительный государственный советник Российской Федерации 1-го класса, кандидат философских наук. Член Союза композиторов России.

## Биография
Родился в семье священника и богослова отца Александра Меня (1935—1990). Мать — Наталия Фёдоровна Григоренко (1933—2021).
В школьные годы сыграл главную роль в фильме «Денискины рассказы» по рассказам В. Ю. Драгунского. Во время учёбы в школе окончил музыкальную школу по классу классической гитары. Выступал в составе ВИА «Школьные годы» как певец и бас-гитарист, а также писал музыку.

#### Образование
В 1978 году, сразу после окончания средней школы, поступил в Московский институт нефтехимической и газовой промышленности им. И. М. Губкина, но обучение в нем не закончил. Позже прошёл профессиональную переподготовку в этом вузе по программе «Экономика и управление на предприятиях нефтегазового комплекса».
В 1980—1982 годах проходил срочную службу в военно-строительных войсках в подразделениях Дальвоенморстроя Тихоокеанского флота Вооружённых Сил СССР. Был отличником военного строительства, во время прохождения срочной службы получил специальность «Машинист башенного крана».
После демобилизации из ВС СССР поступил и окончил режиссерский факультет Московского государственного института культуры и искусств. Позднее также окончил Российскую академию государственной службы при Президенте Российской Федерации, получив диплом с отличием по специальности «юриспруденция».
В 2001 году защитил кандидатскую диссертацию на соискание ученой степени кандидата философских наук по теме «Ценностные ориентации личности в контексте взаимовлияния религии и других феноменов духовной культуры».

#### Начало трудовой, общественной-политической и творческой деятельности
С 1983 года по 1991 год работал в учреждениях культуры Москвы и Московской области, параллельно с этой работой, Михаил Мень запустил ряд музыкальных проектов. В 1986 году, совместно с известным гитаристом Алексеем Тумановым, создал рок-группу «Мост». Михаил Мень являлся соавтором большинства песен, пел и играл на бас-гитаре в первом альбоме группы. Позже создал проект «Морской патруль» с известным музыкантом, участником «ВИА Надежда» Юрием Стожаровым. В начале 90-х годов, собрав старый состав ВИА «Школьные годы», выпустил отдельным альбомом старые песни группы. Вместе с известным поэтом-песенником Александром Елиным Мень был продюсером рок-группы «Примадонна», завоевавшей Гран-при на всесоюзном музыкальном конкурсе в «Мисс рок-88».
В 1990—1993 годах был председателем Правления гуманитарно-благотворительной организации «Фонд имени А. Меня», обучался на специальных курсах в Центре подготовки руководителей ВИПКлеспрома по основам внешнеэкономической деятельности, занимался предпринимательской деятельностью.
В 1993 году Михаил Мень избран депутатом Московской областной Думы от Сергиево-Посадского района. Работал до 1995 года в составе комитета по законодательству, вопросам власти и местного самоуправления. Прошёл обучение по курсу «Политическая и экономическая система США» в Центре межпарламентского сотрудничества (Вашингтон, США).

## Государственная деятельность

#### Депутат Государственной думы
В 1995 году был избран депутатом Государственной думы второго созыва по 104 избирательному округу (получил 18,24 % голосов). Являлся заместителем председателя комитета по культуре Станислава Говорухина. Член депутатской фракции «Яблоко».

#### Вице-губернатор Московской области
В сентябре 1999 года был включён в общефедеральный список избирательного объединения «Яблоко» под № 3 по Московской области в региональной части списка для участия в выборах в Государственную думу РФ третьего созыва. Позже, в ноябре 1999 года был зарегистрирован кандидатом на пост вице-губернатора Московской области в паре с кандидатом на пост губернатора Борисом Громовым.
19 декабря 1999 года Борис Громов и Михаил Мень заняли второе место и вышли во второй тур вместе с Геннадием Селезнёвым и Владимиром Кашиным. 9 января 2000 года во втором туре выборов Борис Громов и Михаил Мень были избраны на посты губернатора и вице-губернатора Московской области соответственно. В марте 2000 года объявил о выходе из объединения «Яблоко». В связи с изменением регионального законодательства 1 ноября 2002 года Михаил Мень объявил о досрочном сложении полномочий вице-губернатора Московской области.

#### Заместитель мэра Москвы
Три года, с ноября 2002 года по ноябрь 2005 года, работал заместителем мэра Москвы по вопросам межрегионального сотрудничества и спорта. С 2003 по 2005 годы возглавлял комиссию по правам человека при мэре столицы и комиссию по помилованию города Москвы.

## Губернатор Ивановской области
22 ноября 2005 года кандидатура Михаила Меня была внесена Президентом Российской Федерации Владимиром Путиным для рассмотрения депутатами законодательного собрания Ивановской области на должность главы администрации Ивановской области. За проголосовали 32 депутата, против — ни одного, отсутствовали — два. Михаил Мень стал третьим членом «команды Юрия Лужкова» (после бывшего вице-мэра Валерия Шанцева (губернатор Нижегородской области) и вице-спикера Госдумы Георгия Бооса (губернатор Калининградской области), назначенным кремлёвской администрацией на губернаторский пост.
С конца 1990-х годов глав администрации региона журналисты называли губернаторами, но на официальном уровне только в 2007 году Михаил Мень официально учредил название данной должности — губернатор. С декабря 2008 года по май 2009 года являлся членом президиума Государственного совета Российской Федерации.
19 октября 2010 года Президент России Дмитрий Медведев внёс в Ивановскую областную думу кандидатуру действующего главы региона Михаила Меня для наделения его полномочиями губернатора на второй срок. Решением депутатов Ивановской областной думы полномочия Михаила Меня были продлены.
16 октября 2013 года Михаил Мень досрочно, по собственному желанию, ушёл в отставку с поста губернатора Ивановской области, а 1 ноября того же года был назначен министром вновь созданного Министерства строительства и жилищно-коммунального хозяйства Российской Федерации.

#### Результаты деятельности
Среди результатов деятельности Меня на посту губернатора была ликвидация задолженности по заработной плате в 2011 году; с 2005 по 2012 год средняя заработная плата в регионе выросла в три раза; был реконструирован региональный аэропорт; построено здание автовокзала в Шуе.
При этом губернатор подвергался критике за недостаточную работу с инвесторами, при очевидных результатах работы: например, в отрасль жилищно-коммунального хозяйства региона привлечены инвесторы для строительства 16 новых котельных.
В 2011 году в целях модернизации местного производителя мяса птицы «Ивановский бройлер» из областного фонда поддержки малого и среднего бизнеса был выделен кредит в размере 700 млн рублей по субсидированной процентной ставке. В 2020 году группа «Продо», которая контролировалась менеджерами инвесткомпании «Millhouse Capital», и являлась собственником «Ивановского бройлера», погасила кредит, выплатив 710 млн рублей в бюджет Ивановской области, выплату кредита подтвердил и губернатор Воскресенский. Позже выплаченный кредит станет поводом для претензий к Михаилу Меню.
Среди культурных изменений выделяют инициативу по сбору денег и выкупу архива Андрея Тарковского на аукционе Sotheby’s в ноябре 2012 года (архив выкуплен за 1,3 млн фунтов и передан в дом-музей Андрея Тарковского в Юрьевце); продвижение ивановского города Плёс, благодаря строительству туристской инфраструктуры и международным фестивалям — праздник моды «Льняная палитра. Плес на Волге» и кинофестиваль «Зеркало»; создание в регионе государственной профессиональной студии звукозаписи «Иван-рекордс» для молодых музыкантов.
В 2012 году Михаил Мень возглавил медиа-рейтинг глав регионов России, считался самым информационно-открытым губернатором, с его подачи большинство ивановских чиновников вышло в Интернет.

#### Оценки работы на посту губернатора
В 2004 году президент фонда «Политика» Вячеслав Никонов говорил о назначении Меня: «Внесение президентом РФ кандидатуры заместителя мэра Москвы в столичном правительстве Михаила Меня на должность губернатора Ивановской области объясняется исключительно деловыми качествами вице-мэра, а не какими-либо политическими соображениями».
В 2013 году политолог Александр Кынев говорил о том, что при губернаторе Мене политическая система Ивановской области деградировала, а «за внешне пристойным формальным имиджем благодушного губернатора с легендарной фамилией скрывались жесткое закручивание гаек и опора на привозные подмосковные кадры».

## Министр строительства и жилищно-коммунального хозяйства Российской Федерации
1 ноября 2013 года Указом Президента РФ было создано Министерство строительства и жилищно-коммунального хозяйства. Новое ведомство возглавил Михаил Мень.
Как писала газета «Коммерсант», Михаил Александрович Мень запомнился строительному рынку многочисленными реформами в области долевого строительства, им была начата работа по подготовке к отказу от его использования. В феврале 2018 года Минстрой предложил застройщикам начать использовать эскроу-счета, где деньги соинвесторов должны храниться до окончания строительства. Согласно плану министерства, работающие с эскроу-счетами застройщики должны освобождаться от необходимости делать отчисления в компенсационные фонды дольщиков. За время работы Меня министром строительства и жилищно-коммунального хозяйства РФ, строительный рынок был вынужден покинуть один из крупнейших российских застройщиков — СУ-155 Михаила Балакина, которая в 2015 году объявила о неспособности завершить строительство 71 дома и о своих обязательствах перед 27 тысячами участников долевого строительства. Минстроем была разработана схема санации СУ-155, основные обязательства которой взял на себя государственный банк «Российский капитал».
За годы руководства наблюдалась динамика по вводу жилья. 2014—2017 годы стали рекордными для российского рынка жилищного строительства: объём ввода жилья в 2014 году составил 84,2 млн м², в 2015 году — 85,3 млн м², в 2016 году — 80,2 млн м², в 2017 году — 79,2 млн м². За период руководства Минстроем М. Менем с 2014 по 2017 год около 4 млн ипотечных заёмщиков улучшили свои жилищные условия. Ипотека стала доступна для 33 % семей к 2016 году при значении данного показателя не выше 5 % в начале 2000-х. В 2017 году было выдано около 1,1 млн кредитов на сумму более 2 трлн рублей, что почти на 27 % больше в количественном выражении и на 37 % в денежном выражении чем в 2016 году, ставки по ипотеке снизились до уровня — 9,79 %.
При министре Михаиле Мене введено лицензирование деятельности по управлению многоквартирными домами, которое ещё на первом этапе позволило отсеять 13 % управляющих компаний. Уже после введения лицензирования действие 653 лицензий прекращено, 21 лицензия аннулирована. По данным ГИС ЖКХ, на май 2018 года в стране действовало 21 146 лицензий. Минстрою под руководством Меня удалось поднять темпы расселения аварийного жилья с 1 миллиона «квадратов» в 2013 году до 3 миллионов в 2014 и последующих.
С момента создания Минстроя Россия поднялась в рейтинге Всемирного банка Doing Business по направлению «Получение разрешения на строительство» на 63 позиции с 178 места до 115. Ещё одно начинание Минстроя — реализация приоритетного проекта «Формирование комфортной городской среды». Для финансирования проектов по созданию комфортной городской среды из федерального бюджета было выделено 25,6 миллиардов рублей. В 2017 году в рамках проекта благоустроено более 23 тысяч объектов. В 2018 году впервые в российской практике было проведено рейтинговое голосование по проектам благоустройства, в котором приняли участие более 18 миллионов человек.
За годы руководства Михаилом Менем введена в эксплуатацию Федеральная государственная информационная система ценообразования в строительстве ФГИС ЦС. Мень был главой наблюдательного совета Федерального автономного учреждения «Главгосэкспертиза».

#### Результаты деятельности
По мнению сопредседателя «Деловой России» Андрея Назарова, Минстрою РФ за шесть лет удалось сократить количество и стоимость административных процедур более чем вдвое, что является отличным показателем.
Сергей Гордейко из «Русипотеки» отмечал: «Большим успехом Минстроя в период руководство Михаила Меня стало сохранение объёмов ипотечного кредитования. Объёмы строительства ежегодно находятся вблизи отметки в 80 млн квадратных метров в год, в 2014—2016 годы показатель был выше. По итогам 2017 года падение по вводу жилья составило 2 %».
Гендиректор «СМУ-6 Инвестиции» Алексей Перлин сообщал: «За время работы его на посту министра строительства и ЖКХ значительно увеличились объёмы ввода жилья, достигнув рекордных отметок. Программа „Ипотека с господдержкой“ помогла строительному рынку в сложное время, при этом ставки по ипотеке сегодня снизились до рекордно низких уровней и продолжают снижаться». Президент ГК «Гранель» Ильшат Нигматуллин поставил в заслугу Меню внедрение системы капитального ремонта.
В январе 2017 года избран членом генерального совета партии «Единая Россия», а в декабре 2017 года избран членом президиума генерального совета партии «Единая Россия». В июне 2018 года приостановил членство в партии «Единая Россия» в соответствии с законом «О Счётной палате Российской Федерации».
В марте 2018 года президент РФ наградил главу Минстроя Михаила Меня за «Многолетнюю безупречную государственную службу» знаком отличия «За безупречную службу».

## Аудитор Счётной палаты Российской Федерации
20 июня 2018 года по представлению Президента Российской Федерации был назначен Советом Федерации на должность аудитора Счётной палаты РФ. Среди направлений работы — контрольная деятельность в области расходования средств федерального бюджета на социальную сферу и науку.
С 1 октября 2019 года — аудитор Счётной палаты РФ, курирующий направление контрольной деятельности в области расходования средств федерального бюджета в сфере природопользования и АПК.
13 ноября 2019 года, Мень сделал доклад в Государственной думе о госполитике в области экологического развития и обеспечения экологически безопасного обращения с отходами, где отметил, что из 97 % ежегодно образующихся 70-ти миллионов тонн ТКО размещается на полигонах, «зачастую расположенных в черте городов и населенных пунктов». «Сокращение площадей полигонов и недопущение образования несанкционированных свалок невозможны без создания комплексной системы обращения с отходами», — заявил он.
В 2019 году гендиректор госкомпании «Российский экологический оператор» (РЭО), курирующей «мусорную» реформу, Денис Буцаев был досрочно отправлен в отставку распоряжением премьер-министра РФ Дмитрия Медведева. Как сообщали СМИ, за назначение Буцаева на должность главы РЭО выступал сын генпрокурора Игорь Чайка. После снятия Буцаева с должности одним из вероятных претендентов на должность руководителя «Российский экологический оператор» назывался Михаил Мень.
В ноябре 2019 года вице-премьер Правительства РФ Алексей Гордеев заявил о том, что правительство РФ решило назначить гендиректором «Российского экологического оператора» экс-главу Минстроя Михаила Меня. Однако впоследствии этого назначения не случилось, и Мень продолжил работу аудитором Счётной палаты РФ.
В докладе Михаила Меня, опубликованном в октябре 2020 года, шла речь о проблемах с реализацией мусорной реформы, в котором упоминаются компании, связанные с людьми, близкими к главе Росгвардии Виктору Золотову и главе Ростеха Сергею Чемезову.
10 ноября 2020 года в результате обнародования доклада аудитора Счётной Палаты М. А. Меня был отправлен в отставку глава Минприроды Дмитрий Кобылкин, отвечавший за реализацию «мусорной реформы». За несколько дней до отставки Кобылкина был снят с должности руководитель публично-правовой компании «Российский экологический оператор» Илья Гудков.
В последнем докладе Михаила Меня сказано, что одна из крупнейших компаний — «Большая тройка» — занималась модернизацией единой государственной информационной системы учета отходов от использования товаров (ЕГИС «УОИТ»). Контракт суммой в 566 миллионов рублей был заключен в августе 2019 года. Одним из владельцев «Большой тройки» являлся Юрий Чечихин, которого СМИ называют зятем главы Росгвардии Виктора Золотова. Претензии Счетной палаты к этому проекту были связаны с тем, что ЕГИС «УОИТ» по своему функционалу идентична программе ГИС «УТКО» (система учета коммунальных отходов), которая также применяется в сфере обращения с отходами. Аудиторы посчитали, что это является неэффективным расходованием бюджетных денег.

#### Итоги деятельности
Через 8 дней после отставки главы Минприроды Дмитрия Кобылкина, отвечавшего за реализацию «мусорной реформы» и увольнения Ильи Гудкова с должности руководитель публично-правовой компании «Российский экологический оператор», 18 ноября 2020 года Следственный комитет РФ обратился в Совет Федерации, который удовлетворил представление генпрокурора Игоря Краснова и дал согласие на привлечение к уголовной ответственности Михаила Меня за якобы похищенный кредит, который был в полном объёме выплачен в бюджет Ивановской области ещё в июне 2020 года, а выдавался из бюджета Ивановской области в 2011 году «Ивановскому Бройлеру» на улучшение материальной базы.
В ноябре 2020 года М. А. Меню было предъявлено обвинение по ст. 160 УК РФ якобы в растрате, совершённой на посту губернатора Ивановской области. Как заявил Игорь Краснов, были «получены достаточные доказательства вины» Меня в растрате из бюджета Ивановской области 700 млн рублей в 2011 году для модернизации одного из предприятий АПК — производителя мяса птицы «Ивановский Бройлер», в бытность Михаила Меня губернатором и главой правительства Ивановской области. По словам генпрокурора после получения кредита на развитие производства денежные средства, выделенные «Ивановскому бройлеру», якобы были похищены.
22 июня 2020 года, еще до возбуждения дела против М. Меня, группа «Продо», которая контролировалась менеджерами инвесткомпании «Millhouse Capital», погасила долг «Ивановского бройлера», вернув в бюджет региона 710 млн рублей.
Несмотря на то, что кредит был погашен в полном объёме, инициаторами «хищения» назывались «неустановленные лица из числа бенефициаров» группы компаний «Продо», в состав которой тогда входил «Ивановский бройлер». Владельцев ГК «Продо» Андрея Городилова, Ефима Малкина и Ирину Панченко считают соратниками Романа Абрамовича. Мень, по мнению следствия, руководил хищением, ранее к делу был привлечён еще один экс-губернатор Ивановской области — Павел Коньков, который в период выдачи кредита был первым заместителем губернатора. Михаил Мень отверг все обвинения.
18 мая 2021 год суд прекратил дело против Михаила Меня. Дело против аудитора Счетной палаты М. А. Меня было прекращено за истечением срока давности. Одновременно суд прекратил дела в отношении экс-губернатора региона Павла Конькова и управляющего директора ОАО «Ивановский бройлер» Дмитрия Гришина. Михаил Мень вину в суде не признал.
1 июня 2021 года в Совет Федерации поступило представление президента о досрочном освобождении Михаила Меня от должности аудитора Счётной палаты по его просьбе. 2 июня 2021 года сенаторы согласились с представлением Президента России Владимира Путина о досрочном прекращении полномочий аудитора Счётной палаты РФ Михаила Меня в связи с его личным заявлением.
После завершения карьеры госслужащего Мень сказал, что намерен заниматься проектами, «связанными с творческой и предпринимательской деятельностью».

#### Оценки деятельности и оснований преследования Михаила Меня
Адвокат межрегиональной коллегии адвокатов «Закон и человек» Владимир Жеребёнков так прокомментировал ситуацию газете «Ведомости»: «Но судя по тому, что деньги были возвращены, здесь нет состава преступления как такового». 17 мая 2021 года суд прекратил уголовное дело против экс-губернатора из-за истечения срока давности. Комментируя телеканалу «Звезда» прекращение уголовного дела, адвокат Мурад Мусаев сказал: «Михаил Мень … не признал вину и согласился на прекращение дела».
Возбуждение уголовного дела политологи связывали с профессиональной деятельностью Меня в период работы в Счётной палате. Как отмечал Станислав Белковский, «истинная причина, скорее всего, в том, что, уже работая в Счётной палате, Михаил Александрович Мень проявил избыточное усердие в изучении так называемой мусорной темы — темы утилизации отходов». Евгений Минченко «не исключает, что происходящее может быть связано со сферой нынешней работы Меня в Счётной палате — он занимался темами экологии и мусорной реформой».
Политический обозреватель Дмитрий Юрьев так прокомментировал публикацию Газета.ru: «По-моему, „дело Михаила Меня“ — редкий случай, когда с самого начала было всё абсолютно прозрачно. Дано: аудитор СП работает по мусарне (в смысле — по мусорному оператору). Нужно: прекратить на несколько месяцев, за это время всё обтяпаем. Решение: сажаем аудитора на несколько месяцев, потом отпускаем». Ивановский журналист Алексей Машкевич, который проводил журналистское расследование дела «Ивановского бройлера», считает, что уголовное дело в отношении Михаила Меня и Павла Конькова носит политическую окраску и преследует только одну цель — поставить точку в их карьерах, а «куриные» деньги в нём не причина, а только повод для возбуждения.
Политик Борис Надеждин в комментарии изданию «Медуза» назвал «политическим» преследование Михаила Меня: «Идет какая-то борьба под ковром, — рассуждает Надеждин. — На любого чиновника в любом региональном правительстве найдется за что завести дело, это какие-то элитные разборки, а не борьба с коррупцией».
Глава политической экспертной группы Константин Калачев в комментарии изданию «Свободная пресса» объяснил преследование Меня внутриэлитной борьбой: «Если поднимается дело десятилетней давности, значит триггером являются события настоящего времени. Явно это связано не столько с борьбой против хищений, сколько с внутриэлитными разборками», так же Калачёв указал на то, что преследование Меня вероятно связано с его профессиональной деятельностью как аудитора Счетной палаты — он занимался мусорной темой и экологией.
Доктор экономических наук Никита Кричевский в своём интервью связывал преследование Михаила Меня с деятельностью аудитора Счётной палаты. В частности Кричевский указал: «В 2020 году департамент Меня заявил о махинациях с запасами нефти и газа, выяснив, что сырьевые компании ставят на государственный баланс месторождения, ресурсы которых впоследствии не подтверждаются. Осенью 2020-го Мень заявил о провале мусорной реформы, о том, что в России до сих пор перерабатывается только 7 % отходов, а свыше 90 % отправляется на полигоны и свалки».
«Так вот, ему (Конькову) предъявляли эти 700 миллионов. Но как-то, видимо, не очень предъявили, а может быть, предъявили и решили переключиться на господина Меня. Сумма, заметьте, та же самая, 700 миллионов. Но вот здесь акцент. Эти 700 миллионов давным-давно погашены в региональный бюджет. Потому что речь идет об „Ивановском бройлере“. Это крупнейший агрохолдинг на территории Ивановской области. У него были проблемы на 700 миллионов рублей. Эти 700 миллионов рублей погасили. Тем не менее, против Конькова по-прежнему идёт уголовное дело. Да бог бы с ним, но теперь и Мень, и на те же 700 миллионов рублей, которых по факту нет, они уже погашены» — добавил Кричевский.

## Творчество
Как композитор и музыкант Михаил Мень получил международное признание в 2005 году, когда вышел альбом Made in Moscow, в работе над которым принимали участие музыканты Гленн Хьюз и Джо Линн Тёрнер. Музыка для альбома была написана Михаилом Менем в соавторстве с Алексеем Тумановым, Игорем Рябцевым и Михаилом Затравкиным, а стихи — Джо Линн Тернером и Гленном Хьюзом. В проекте также участвовали российские музыканты — Дмитрий Четвергов, Николай Девлет-Кильдеев, Валерий Диордица, Александр Бережной, Петр Макиенко, Александр Львов, Павел Титовец, Александр Филоненко, Михаил Ломов и Андрей Ломов.
Продолжая сотрудничество, Михаил Мень организовал концертный тур Джо Линна Тёрнера в России, где выступил не только как продюсер, но и как бас-гитарист. В 2017 году вышел ограниченным тиражом для коллекционеров виниловый альбом Made in Moscow, состоявший из двух пластинок: на первой — оригинал Made in Moscow в студийном звучании, на второй — профессиональная запись Made in Moscow Live, сделанная на одном из концертов. Альбом MichaelMenProject. Made in Moscow попал в чарты Финляндии (№ 54 in Deezer Top 300 Releases) и Германии (№ 73 in iTunes Top 200).
Михаил Мень является инициатором ряда российских фестивалей: Первый российский фестиваль гитарной музыки, джазовый фестиваль «Дубрава Музыка», Международный кинофестиваль им. Андрея Тарковского, фестиваль современного джаза Plios Jazz Festival, «Рок-панорама» (возрождённое мероприятие 1980-х годов), международный музыкальный фестиваль «Чёрная роза», межрегиональный рок-фестиваль «Антифабрика».
Михаил Мень также помогал в организации выступлений зарубежных исполнителей в России. Среди таких проектов — тур британского рок-вокалиста Alcatrazz и Rainbow Грэма Боннета, британской трибьют-группы Boot Led Zeppelin, шотландской рок-группы Nazareth и др.
В 2006 году Михаил Мень вместе с известными исполнителями Григорием Лепсом, Александром Маршалом, Сергеем Мазаевым, Игорем Сандлером, Анатолием Алешиным и др. участвует в записи официального трибьют альбома «Пипл про/to purple», который занял 39-е место в чарте Deezer Top 300 Releases во всех жанрах в России.
В 2009 году Михаил Мень продюсировал группу «Нацпроект» которая заявилась на участие в международном конкурсе Евровидение с англоязычной песней «Last Call» авторства Михаила Меня. Но группа не прошла все этапы предварительного отбора. Песня «Last Call» вышла отдельным синглом и в дебютном альбоме «Ивановский блюз» группы «Нацпроект» на всех цифровых витринах, и на CD.
Позже Михаил Мень продюсировал рок-группу «Монорага», которая выпустила на всех цифровых витринах альбом «Принцип каждодневных схем», а также пять синглов: «Чёрное платье», «Ты», «Тайна за семью печатями», «Amsterdam» и «Край»
Михаил Мень также продюсировал финскую певицу Mariam Men и выпустил её альбом Popular Jewish Songs, доступный на всех цифровых витринах.
В 2016 году Михаил Мень инициировал возрождение легендарной рок-группы «Круиз». Коллектив с успехом дал несколько концертов, в том числе на Малой спортивной арене Лужники, для чего из США специально прилетел известный гитарист и один из основателей группы Валерий Гаина. Обновленный «Круиз» выпустил два альбома «Возрождение легенды. Live» и «Рок-панорама 2016. Live». Но после этого из-за постоянных разногласий между музыкантами группа прекратила своё существование и распалась на несколько разных коллективов.
В последние годы Михаил Мень увлёкся джазом и стал развиваться в его различных течениях. Состоялись джемы Михаила Меня с известными российскими джазменами. Среди них: саксофонисты Алексей Козлов и Сергей Головня, гитарист Алексей Кузнецов, пианист и флейтист Владимир Нестеренко.
В 2017 году Михаил Мень совместно с гитаристом Дмитрием Четверговым создал группу ChetMen, которая играет в стиле фьюжн — сплав джаза, блюза, фанка, соула с элементами поп-рока, арт-рока и этнической музыки. Альбомы и синглы группы ChetMen неоднократно занимали лидирующие позиции в российских и зарубежных топ-чартах. Так, композиция Sarcasm продержалась на 1-м месте в российском iTunes Top 200 Tracks в категории «Джаз» рекордных для этого жанра три с половины недели. А альбом Dubrava Live занял 5-е место в iTunes Top 200 Tracks в категории «джаз» во Франции. Группа является участником фестивалей Koktebel Jazz Party, «Джаз тихой заводи», «Дубрава Музыка». В 2019 году группа ChetMen выступила на музыкальном фестивале Septembre Musical в Монтрё (Швейцария).
Совместно с пианистом Александром Мироновым Михаил Мень также создал джазовое трио ММ+, которое исполняет классические произведения в джазовой аранжировке. ММ+ исполнило Концерт для фортепиано с оркестром № 2 Сергея Рахманинова в собственной джазовой интерпретации на Sochi Jazz Festival Игоря Бутмана.
В 2019 году Михаил Мень вместе с музыкантом Дмитрием Четверговым и предпринимателем Александром Финкельштейном построили звукозаписывающую студию Moscow City Records, а также организовали одноимённый рекорд-лейбл и продюсерский центр.
В 2020 году Михаил Мень записал партии бас-гитары на нескольких треках нового альбома Дмитрия Четвергова «Повороты судьбы» который попал в чарты iTunes Top 200 в России (все жанры — № 2, рок — № 1), в жанре рок: количество недель в чарте — одна.

## Дискография
- 2004 — «ВИА Школьные годы» (альбом)
  - Чарты: Россия — iTunes Top 200 (все жанры — #196)[82]

- 1987 — «Мёртвый полигон» (альбом)
  - Чарты: Россия — iTunes Top 200 (все жанры — #154)[83]
- 1988 — Best of Live (альбом)
- 1991 — «Страх смерти» (альбом)
- 2010 — Made in Dubrava Hall Live (альбом)
- 2019 — «Элегия» (сингл)

- 1989 — «Виндсёрфинг» (сингл)
- 2008 — «Тропа» (альбом)

- 2002 — «Мой старый друг» (сингл)
- 2005 — «Песни нашей Победы» (альбом)
- 2008 — «Время выбрало нас» (альбом)
  - Чарты: Россия — iTunes Top 200 (все жанры — #77, поп — #22)[84]
- 2009 — Funky Ball (сингл)
  - Чарты: Россия — iTunes Top 200 (джаз — #1). В жанре Джаз: количество недель в чарте — 1.[85]
- 2009 — «Поздний звонок» (сингл)
  - Чарты: Россия — iTunes Top 200 (джаз — #3). В жанре Джаз: количество недель в чарте — 1.[86]
- 2009 — «У реки» (сингл)
  - Чарты: Россия — iTunes Top 200 (рок — #96)[87]
- 2021 — «Мне не уснуть» (сингл)
  - Чарты: Россия — iTunes Top 200 (поп — #57)[88]

- 2005 — Made in Moscow (альбом)
  - Чарты: Германия — iTunes Top 200 (рок #73)[89], Норвегия — iTunes Top 200 (все жанры — #19, рок — #6)[90], Греция — Deezer Top 300 (все жанры — #8)[91], Уругвай — Deezer Top 300 (все жанры — #197)[92][93], Швейцария — iTunes Top 200 (рок — #51)[94]
- 2005 — Made in Moscow Live (альбом)
  - Чарты: Финляндия — Deezer Top 300 (все жанры — #54)[95], Индонезия — Deezer Top 300 (все жанры — #292)[96], Дания — Deezer Top 300 (все жанры — #272), Россия — Deezer Top 300 (все жанры — #272)[97]
- 2017 — Made in Moscow (виниловый альбом)

- 2018 — Dubrava Live (альбом)
  - Чарты: Россия — iTunes Top 200 (джаз — #2)[98], Франция — iTunes Top 200 (джаз — #5)[99]
- 2019 — Наше ТВ (Live) (альбом)
  - Чарты: Россия — iTunes Top 200. Трек «Sarcasm» (все жанры — #41, джаз — #1)[100]. В жанре Джаз количество недель в чарте — 3. Весь альбом (джаз — #162)[101][101]. Франция — iTunes Top 200 (джаз — #6)[4]
- 2019 — Old Friend (сингл)
  - Чарты: Россия — iTunes Top 200 (джаз — #1)[102]

- 2019 — Джазовые фантазии на тему второго концерта Сергея Рахманинова (Дмитрий Власенко, Александр Миронов, Михаил Мень)
- 2020 — «Московская леди» (совместный сингл с Валерием Сюткиным)

## Награды
- Орден Почёта (2011 год)[103]
- Орден Дружбы (1 сентября 2014 года)
- Знак отличия «За безупречную службу» XXV лет[104]
- Три благодарности Президента Российской Федерации
- Медаль «В память 850-летия Москвы» (26 февраля 1997 года)[105]
- Медаль П. А. Столыпина I степени
- Знак «Почётный строитель России»
- Медаль Министерства транспорта РФ «За строительство транспортных объектов» (30 июня 2016 года)
- Медаль Министерства сельского хозяйства РФ «За вклад в развитие агропромышленного комплекса России» (9 ноября 2010 года).
- Почётное звание «Заслуженный строитель Хабаровского края»
- Почётное звание «Заслуженный работник культуры Московской области»
- Медаль «10 лет Федеральной службе судебных приставов» (ФССП, 15 октября 2007 года)[106]
- Знак отличия «За безупречную службу городу Москве» XX лет (Москва, 1 декабря 2005 год) — за многолетнюю плодотворную деятельность на благо города Москвы и его жителей[107][108]
- Медаль «За безупречную службу» (Московская область), 4 ноября 2002 года)[109]
- Орден преподобного Сергия Радонежского II степени (2007) — за внимание к трудам по воздвижению памятника священнослужителям и мирянам, пострадавшим за веру Христову во время изъятия церковных ценностей в 1922 году, в г. Шуя Иваново-Вознесенской епархии[110]
- Орден преподобного Сергия Радонежского III степени — за содействие в решении вопроса о коллекции бывшей ризницы Троице-Сергиевой Лавры.
- Орден Святого благоверного князя Даниила Московского III степени
- Почётный доктор Института теологии Белорусского государственного университета (28 октября 2005 года) — за большой вклад в формирование современных принципов взаимоотношения Церкви и государства и за вклад в развитие сотрудничества между Белоруссией и Россией[111]
- Почётный профессор Московского архитектурного института
- Звание «Почётный гражданин города Плёса»
- «Серебряный крест» Союза армян России — за большой вклад в создание гражданского общества в России, плодотворную деятельность на постах вице-губернатора Московской области, первого заместителя председателя Правительства Московской области, заместителя Мэра в Правительстве Москвы, укрепление дружественных отношений между народами, населяющими Ивановскую область, развитие российско-армянских культурных связей, за активную роль в деле сохранения культуры, языка и национальной самобытности армян России[112]

## Научные труды и публикации
- Мень М. А. Культура и религия. — М.: Путь; Истина и жизнь, 2001. — 176 с.
- Мень М. А. Земля. Проблемы землепользования и инвестиционный процесс в Подмосковье. — М.: Путь; Истина и жизнь, 2002.
- Мень М. А. Конституция, государство, церковь: обеспечение гражданской безопасности, мира и согласия. — М.: Готика, 2005.
- Мень М. А., Назаров А. Ю., Смирнов Е. А. Руководство и ценности. — СПб.: Изд-во СПБГУ, 2010.
- Мень М. А. Лидерство как социальный и личностный феномен (теоретико-методологические аспекты исследования). — М.: Изд-во МГУ, 2011.
- Мень М. А. Социальная философия лидерства (концептуальный анализ). — М.: Изд-во Независимого института гражданского общества, 2013.

## Личная жизнь
Женат вторым браком, три дочери и три сына. Жена, Елена Олеговна Налимова (род. 1975) — юрист и предприниматель. Работала в аппарате Мосгордумы, Госдумы и Совета Федерации, затем в коммерческих структурах, занималась благотворительностью. Налимова с полученным в 2010 году доходом в размере 88,9 млн рублей входила в число десяти самых богатых жён губернаторов.
Первая жена, Инна Георгиевна Мень (род. 1962, в девичестве Петрова) — певица и предприниматель, выступала под псевдонимом Дарья Меньшикова. Обладатель гран-при всесоюзного конкурса «Мисс рок-88», лауреат фестиваля «Ритмы Юрмалы-86».
Увлекается музыкой и спортом (горные лыжи, настольный теннис, велотуризм).
Проживал в дачном хозяйстве «Архангельское», рядом с усадьбой Архангельское. В 2021 году переехал в Израиль, работает в израильской фирме консультантом по недвижимости, играет и поет в рок-группе.